# Asvins

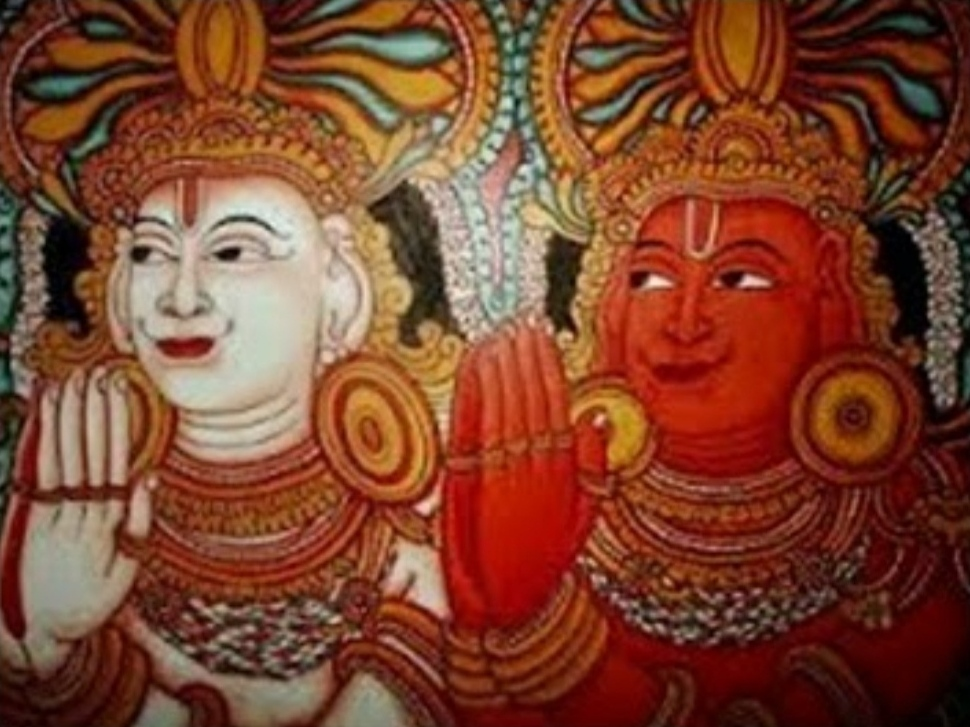
Asvin Kumara's (jongelingen), illustratie in de Rig Veda

Asvins (Nasatya, 'vriendelijk, hulpvaardig') zijn in het Hindoeïsme Vedische goden, de tweeling, licht- en ruitergoden. Ze zijn de geneesheren onder de goden.

## Etymologie
De asvins danken hun naam aan 'asv-in' (ruiter).

## Familie
De asvins zijn de zonen van de wolken- of dageraadgodin Saranyu (Sangna), Twastri's dochter, en de zonnegod Vivasvan (Surya). Ze zijn de broers van Revanta (Raivata). Volgens de Vishnu Purana en Markandeya Purana kon Sanjna (Saranyu) de straling van haar echtgenoot, de zonnegod Surya, niet langer verdragen en trok zich in de gedaante van een merrie terug in de bossen. Ze stelde haar schaduw, Chhaya, die precies op haar leek, aan in haar plaats als Surya's vrouw. Toen Surya er achter kwam dat Saranyu niet bij hem was, ging hij haar zoeken en vond haar in de bossen van Uttar Kuru. Daar kwam hij haar als hengst tegemoet en door hun vereniging werden de Asvins en Revanta geboren. 
Vivasvan en Saranyu hebben nog een tweeling: Yama (doodsgod) en zijn zuster Yami. Surya is ook de naam van de zuster en echtgenote van de Asvins. Vaivasvata Manu is hun broer. De asvins worden ook de zonen van Dyaus (hemel) genoemd.

## Gouden wagen
Ze rijden op een gouden wagen met drie wielen, getrokken door (gevleugelde) paarden, vogels, buffels of een ezel. De wagen is door de drie Ribhu's gemaakt. Ze worden door de dageraadgodin Usas gewekt en volgen haar in hun wagen. Ze reizen in een dag over de wereld. De Asvins worden meer dan andere goden met 'madhu' (honing, mede) in verband gebracht. 

## Daden
In de Rig Veda, vers 1.116, worden de daden van de Asvins opgesomd. Ze redden onder meer Bhujyu uit de oceaan, achtergelaten door Tugra,  met 'levende schepen, die door de lucht zwommen' en de hogepriester Atri uit een gloeiende oven (vers 5.78). 

## Mahabharata
In de Mahabharata krijgt Pandu's vrouw Madri een zoon bij beide broers en baart de tweeling Nakula en Sahadeva. Zij vormen samen met Kunti's zonen de Pandava's.

## Herkomst
De Asvins hebben een (Proto) Indo-Europese herkomst. Ze stammen uit een zeer vroege pre-Vedische periode. Ze zijn te vergelijken met de Baltische 'Asvieniai' en Grieks-Romeinse Castor en Polydeuces (Pollux). Zoals castor en Pollux Helena als zuster hebben, zo hebben de Asvins Surya als zuster. De Letse godszonen huwen evenals de Asvins de dochter van de zon.